# Казки Гофмана (фільм, 1951)
«Казки Гофмана» (англ. The Tales of Hoffmann) — британський музично-фентезійний фільм 1951 року, поставлений режисерами Майклом Пауеллом і Емериком Прессібургером за мотивами опери Жака Оффенбаха, створеної на основі творів Е. Т. А. Гофманна. У фільмі знімалися зірки балету Мойра Ширер, Людмила Черіна, Леонід М'ясін і Роберт Гелпманн, знаменитий тенор Роберт Рансвілль, а також балетмейстер Фредерік Ештон, який і створив усю хореографію. Більша частина знімальної групи, включаючи режисерів і акторів, брали участь раніше у створенні фільму «Червоні черевички» (1948). Фільм повністю знятий англійською мовою, хоча оригінальна опера була французькою.

## Сюжет
Нюрнберг. Поет Гофман і радник Ліндорф закохані в одну жінку — балерину Стеллу. У антракті її виступу, в таверні, переповненій студентами, Гофман згадує про трьох жінок, яких він колись кохав, — трьох інкарнаціях Стелли.
Олімпія
У Парижі Гофман закохується в механічну ляльку Олімпію, створену винахідником Спаланцані та оптиком Коппеліусом. Коппеліус продає Гофману чарівні окуляри, в яких неживі предмети здаються живими, і в яких Гофман бачить Олімпію живою й привабливою. Коппеліус вимагає платну за очі ляльки, і Спаланцані дає йому чек на банк, що луснув. На балу, влаштованому Спаланцані, Гофман освідчується Олімпії в коханні, але випадково виводить з ладу її механізм. Вона ламає окуляри поета і намагається втекти, але на неї нападає розлючений Коппеліус. Він, разом зі Спаланцані, що спробував врятувати Олімпію, розриває ляльку на шматки.
Джульєтта
Гостюючи у Венеції, Гофман зустрічає куртизанку Джульєтту, яку протегує демонічний чаклун доктор Дапертутто. Він наказує Джульєтті викрасти для нього відображення Гофмана, так, як вона викрала тінь свого коханця Пітера Шлемыля. Джульєтта переконує Гофмана що вона — його кохання, поки Дапертутто краде у нього відображення у великому дзеркалі. Побачивши поета і Джульєтту разом, Шлемыль викликає Гофмана на дуель, де поет успішно вбиває його за допомогою Дапертутто, і забирає у нього ключ від будуару куртизанки. Але коли Гофман повертається, він бачить що Джульєтта попливла в гондолі, в обіймах демона.
Антонія
Після довгих пошуків, Гофман знаходить свою полюблену Антонію, що відчужено живе зі своїм батьком Креспелем і глухим слугою Францем на грецькому острові. Антонія — донька відомої співачки, яка отримала від матері дивну хворобу, що вбиває її під час співу. До Креспеля приходить інфернальний доктор Міракль, що стверджує, що якщо Антонія спробує співати, то помре. Гофман, що підслухав їхню розмову, передає його Антонії, і разом вони присягаються назавжди відмовитися від музики і кар'єри. Коли Антонія залишається сама, з'являється Міракль і за допомогою магії викликає дух матері Антонії. Антонія починає співати разом з ним, поки не падає мертвою на очах у Гофмана і Креспеля.
•••
У таверну Лютера приходить Стелла, щоб зустріти Гофмана, але знаходить його остаточно захмелілим і тому йде разом з Ліндорфом. Лиха доля, що переслідувала поета в його казках, збулася і в реальному житті.

## У ролях
|                      |   |                                                       |   | Співає           |
| -------------------- | - | ----------------------------------------------------- | - | ---------------- |
| • Мойра Ширер        | … | Стела / Олімпія                                       | … | Дороті Бонд      |
| • Роберт Раунсевілль | … | Гофман                                                |   |                  |
| • Роберт Гелпманн    | … | Ліндорф / Коппеліус / доктор Дапертутто / Доктор Диво | … | Брюс Даргавел    |
| • Памела Браун       | … | Ніклаус                                               | … | Моніка Сіклер    |
| • Людмила Черіна     | … | Джульєтта                                             | … | Маргерита Гранді |
| • Леонід М'ясін      | … | Шлеміль / Франц / Спаланцані                          | … | Грем Кліффорд    |
| • Енн Ейрз           | … | Антонія                                               |   |                  |
| • Фредерік Ештон     | … | Кошеніль / Крихітка Цахес                             | … | Мюррей Діккі     |

## Знімальна група
- Автори сценарію — Денніс Еранделл, Майкл Пауелл, Емерик Прессбургер, за оперою Жака Оффенбаха (лібрето Жюля Барб'є)
- Режисери-постановники — Майкл Пауелл, Емерик Прессбургер
- Продюсери — Майкл Пауелл, Емерик Прессбургер
- Асистент продюсера — Джордж Р. Басбі
- Оператор — Крістофер Челліс
- Музика — Жак Оффенбах
- Монтаж — Реджинальд Міллз
- Художник-постановник — Гейн Гекрот
- Художник по костюмах — Гейн Гекрот, Айві Бейкер
- Артдиректор — Артур Лосон
- Хореограф — Фредерік Ештон
- Звукорежисери — Джон Кокс, Тед Дрейк

## Значення
За оцінкою французького історика кіно Жака Лурселля фільм є не просто оперою, знятою на плівку. Це «хронологічно друга в історії кінематографу після „Червоних черевичків“ (The Red Shoes) спроба створити тотальне видовище, тільки цього разу — без слів, на основі таких базових елементів, як музика, спів, хореографія, колір, структурована розповідь і постійні й дивовижні перетворення простору».

## Нагороди та номінації
| Список нагород та номінацій           | Список нагород та номінацій | Список нагород та номінацій                       | Список нагород та номінацій | Список нагород та номінацій | Список нагород та номінацій |
| Кінопремія                            | Рік                         | Категорія                                         | Номінант(и)                 | Результат                   |                             |
| ------------------------------------- | --------------------------- | ------------------------------------------------- | --------------------------- | --------------------------- | --------------------------- |
| Берлінський міжнародний кінофестиваль | 1951                        | Срібний ведмідь за найкращу музику                | Казки Гофмана               | Перемога                    |                             |
| Каннський міжнародний кінофестиваль   | 1951                        | Гран-прі фестивалю                                | Казки Гофмана               | Номінація                   |                             |
| Каннський міжнародний кінофестиваль   | 1951                        | Спеціальна нагорода                               | Казки Гофмана               | Перемога                    |                             |
| Премія «Оскар»                        | 1952                        | Найкраща робота художника-декоратора/артдиректора | Гейн Гекрот                 | Номінація                   |                             |
| Премія «Оскар»                        | 1952                        | Найкращий дизайн костюмів                         | Гейн Гекрот                 | Номінація                   |                             |